# David Ginola
David Ginola (Gassin, Var, 25 de enero de 1967) es un exfutbolista francés que también ha trabajado como actor y presentador.
Su incursión en el panorama internacional se dio en enero de 1992, cuando fichó por el Paris Saint-Germain. Con esa entidad consiguió la mayoría de sus títulos como la Liga francesa en la temporada 1993-94, dos Copas y una Copa de la Liga. En julio de 1995 se marchó a Inglaterra para jugar en el Newcastle United de la Premier League y dos años después pasó al Tottenham Hotspur, donde ganó una Copa de la Liga y se convirtió en ídolo para la afición local. En 1999 fue premiado "mejor jugador de la liga" tanto por la asociación de jugadores como por la de periodistas.
Fue internacional por la selección de fútbol de Francia en 17 ocasiones.

## Trayectoria

### Carrera en Francia
Nació en Gassin y se crio en Sainte-Maxime, una pequeña localidad de Provenza. Tras formarse como futbolista en distintos clubes locales, fichó con 18 años por el Sporting Toulon Var de primera división, bajo las órdenes del entrenador Rolland Courbis. En la temporada de debut 1985-86 coincidió con Bernard Casoni, Bernard Pardo y el delantero Delio Onnis, y a pesar de su juventud se hizo con un puesto en el once inicial. Ya con la titularidad asegurada en las dos siguientes campañas, en 1987 fue internacional sub-21 con Francia en el Torneo Esperanzas de Toulon.
En 1988-89 fichó por el Racing Club de París, en el que jugó junto a Enzo Francescoli. El empresario Jean-Luc Lagardère aspiraba a que su equipo se convirtiera en el referente deportivo de la capital gala, pero en los dos años que David estuvo allí lucharon por la permanencia. Al final, los parisinos descendieron en penúltimo lugar en la campaña 1989-90. Poco después fue traspasado al Stade Brestois. En las dos temporadas que figuró allí gozó de buenas actuaciones y mejoró su registro goleador, convirtiéndose en uno de los jugadores más prometedores del fútbol nacional.
El Paris Saint-Germain le fichó en enero de 1992 por mediación del técnico Artur Jorge, con quien ya coincidió en Racing Club. Su estilo de juego técnico y elegante le convirtieron en uno de los favoritos de la afición parisina. En su debut llegó hasta semifinales de la Copa de la UEFA 1992-93 y la revista France Football le concedió el título de "mejor jugador francés del año". Para 1993-94, en la que conquistó el título de liga, destacó por ser el máximo goleador del plantel con 13 tantos y formar una dupla letal con George Weah que le valió el reconocimiento de la Unión Nacional de Futbolistas Profesionales. Las buenas actuaciones a nivel doméstico contrastaron con las críticas que recibió por su desempeño en la selección francesa, muy en especial tras la eliminación por Bulgaria en la fase de clasificación para el Mundial de 1994.
Tuvo la opción de fichar por el Real Madrid en 1994 a raíz de sus actuaciones contra ellos en las competiciones europeas. Los dos clubes llegaron a un acuerdo, pero el nuevo entrenador parisino Luis Fernández dijo que su venta era innegociable. Al final, le convenció para que se quedara nombrándole capitán.
En su último año en Francia marcó 11 goles en 28 partidos y se hizo con la Copa de Francia y la Copa de la Liga. Destacó en especial su labor en la Liga de Campeones 1994-95, en la que el PSG llegó hasta las semifinales tras derrotar al F. C. Barcelona en la fase anterior. El técnico culé Johan Cruyff quedó tan impresionado por su juego que trató de convencerle para ficharlo. Aunque Ginola estaba interesado, el equipo ya tenía cubiertas las plazas de extranjeros y no presentó oferta.

### Carrera en Inglaterra
Al final, terminó en la Premier League inglesa. El Newcastle United de Kevin Keegan pagó por su traspaso 2,5 millones de libras. Debutó en competición oficial el 19 de agosto de 1995 frente al Coventry City y durante la campaña 1995-96 su equipo se convirtió en serio aspirante al título de liga, líder destacado hasta enero. Sin embargo, el Manchester United terminó sobrepasándoles y les arrebató la oportunidad. El francés asumió la titularidad y combinó muy bien su juego con el otro fichaje estrella de ese año, el delantero Les Ferdinand.
El F. C. Barcelona volvió a interesarse en su fichaje, en esta ocasión por petición del nuevo técnico Bobby Robson, pero Keegan logró convencerle para que se quedara. De nuevo el Newcastle aspiró al título en 1996-97 y reforzó el plantel con la llegada de Alan Shearer, futuro ídolo de la afición local, y el colombiano Faustino Asprilla. A pesar de todo volvió a ser segundo, de nuevo superado por el Manchester United. A mitad de la temporada Keegan fue sustituido por Kenny Dalglish, con quien no mantuvo una buena relación. Y después de que el escocés no contase con él, fue traspasado al Tottenham Hotspur en julio de 1997 por 2,5 millones de libras.
Ginola desempeñó en el Tottenham su mejor juego en todo el tiempo que estuvo en Inglaterra. Aunque a nivel de competición los londinenses tuvieron un año discreto, el francés recibió el premio de la afición al miembro más valioso de 1998. Un año después, en 1998-99 se hizo con la Copa de la Liga al vencer en la final al Leicester City. En la FA Cup llegó a semifinales y anotó frente al Barnsley uno de sus goles más famosos: tras regatear por velocidad a cuatro rivales, se internó en el área y ajustó un disparo al palo izquierdo que dio a su equipo la victoria. Al finalizar el curso se llevó tanto el Premio de la Asociación de Futbolistas Profesionales (PFA) al mejor de 1999 como el de la Asociación de Periodistas Deportivos (FWA).
Aunque solo estuvo tres temporadas, causó un gran impacto en la afición por su personalidad y su estilo de juego. El Tottenham Hotspur le incluyó en su Salón de la Fama el 11 de diciembre de 2008.
En julio de 2000 fue contratado por el Aston Villa por 3 millones de libras. Aunque hizo público que no pretendía irse, los Spurs querían deshacerse de él por su avanzada edad (33 años). Se mantuvo durante el curso 2000-01 en el once inicial, pero su estado físico le pasó factura y terminó relegado al banquillo. En el mercado invernal fue traspasado al Everton F. C. y jugó cinco partidos hasta retirarse en mayo de 2002. Su nuevo técnico David Moyes no le renovó porque buscaba rejuvenecer la plantilla y el galo, sin ofertas en firme, decidió colgar las botas.

## Selección nacional
Ginola fue internacional con la selección de fútbol de Francia en 17 ocasiones y marcó tres goles. Nunca ha disputado competiciones internacionales con la absoluta.
Debutó el 17 de noviembre de 1990 en un encuentro clasificatorio para la Eurocopa 1992 contra Albania, cuando Michel Platini era el seleccionador nacional. Tras ese partido no regresó hasta agosto de 1992, con Gérard Houllier en el banquillo, gracias a sus actuaciones con el Paris Saint-Germain. En los seis encuentros bajo sus órdenes tuvo dos victorias y cuatro derrotas. La más dolorosa fue frente a Bulgaria el 17 de noviembre de 1993, que dejó a los galos fuera del Mundial de 1994. A Francia le bastaba el empate para clasificarse y en el último minuto el marcador estaba igualado (1:1). Ginola recibió un balón jugado en corto tras un tiro libre sobre el costado derecho del campo rival, pero en vez de retenerlo sirvió un centro largo que pasó sobre el área. El balón fue recogido por el lateral Kremenliev y los búlgaros salieron en rápido contragolpe, en el que Emil Kostadinov hizo el 2:1 definitivo ya con el tiempo reglamentario cumplido, sin que ningún defensa pudiera detenerle.
Al día siguiente Gérard Houllier echó todas las culpas de la eliminación a Ginola y aseguró que «ha mandado un misil al fútbol francés, ha cometido un crimen contra el equipo». El seleccionador dimitió ocho días después, pero el jugador asumió la mayoría de las críticas de prensa y aficionados, especialmente de los rivales del PSG. El episodio nunca fue olvidado, hasta tal punto que Ginola demandó a Houllier en 2012 por injurias y difamación, después de que el técnico le llamase "cabrón" a raíz de esa jugada.
Volvió a ser convocado el 16 de febrero de 1994 por el nuevo técnico Aimé Jacquet, pero nunca se aseguró la titularidad. Su rol no cambió tras marcharse a la Premier League y el último encuentro que jugó fue contra Azerbaiyán el 6 de septiembre de 1995. Un mes después no fue convocado en el duelo decisivo de clasificación para la Eurocopa 1996 frente a Rumanía, y desde entonces dejó de representar a Francia. Aunque su salida y la de Éric Cantona levantaron polémica, sentaron las bases de un nuevo seleccionado francés que años después ganó el Mundial de 1998.

## Vida tras la retirada
Ginola participa como periodista deportivo en distintos medios de comunicación. Desde 2014 presenta en Canal+ un programa sobre la Premier League.
Al margen del fútbol, siempre ha mostrado interés por el mundo del espectáculo. Cuando era jugador, su atractivo físico y larga melena rubia llamaron la atención de numerosas marcas publicitarias, y ya en Francia estaba inscrito en la agencia de modelos Morgan. Pero la mayor fama la obtuvo en Inglaterra como imagen de L'Oréal, Carte Noire y Renault. Es embajador de la Cruz Roja francesa desde 1998.
Cuando se retiró tomó clases de interpretación en la Real Academia de Arte Dramático en Londres. Aumentó sus participaciones en series y programas de televisión hasta que en 2004 recibió el papel protagonista en el cortometraje anglo-francés "Mr Firecul". En ella el demonio (interpretado por el exfutbolista) trata de limpiar su mala imagen con la ayuda de un prestigioso relaciones públicas. En 2007 apareció en "The Last Drop", su primer largometraje, en el papel del cabo Dieter Max. Y en 2008 hizo un cameo en la telenovela estadounidense The Young and the Restless en un episodio especial rodado en París con motivo de su vigésimo aniversario. En 2011 concursó en la primera temporada de Danse avec les stars (versión gala de Mira quién baila) y quedó en tercera posición, por detrás de M. Pokora y Sofia Essaïdi.
En febrero de 2012 sufrió un grave accidente en la estación de esquí de Megève; perdió los esquíes mientras descendía y se rompió cinco costillas, además de sufrir diversas lesiones en el cuello y la clavícula.
También se ha implicado en política. En las elecciones municipales de 2014 engrosó una lista electoral independiente por Sainte-Maxime que no salió elegida. Además ha apoyado públicamente a Nicolas Sarkozy.

## Otras consideraciones

### Estilo de juego

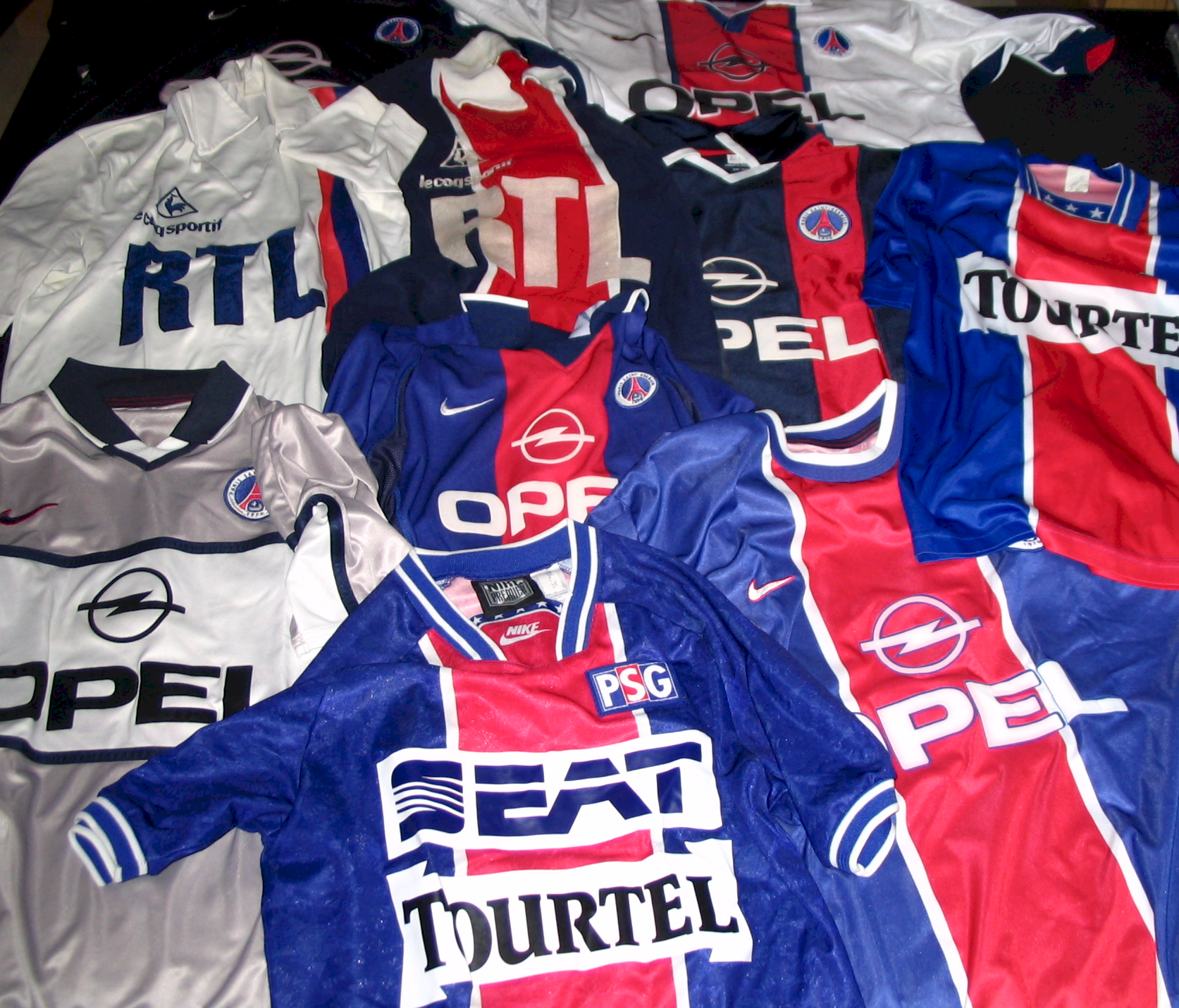
Ginola explotó a nivel internacional en las filas del Paris Saint-Germain.

Siempre ha estado asociado a un estilo de juego técnico y vistoso. En el campo se caracterizó por su buena conducción de balón, su regate, el toque y los cambios de dirección a través de pases largos. Además poseía un fuerte disparo, letal en segundas jugadas y rechaces. Al residir sus mejores cualidades en el ataque, no gustaba de participar en labores defensivas.
Podía desempeñarse tanto de volante como en la mediapunta e incluso en la delantera. Una de sus mayores cualidades era la asociación con otros compañeros de equipo en las jugadas de ataque. De este modo, formó duplas goleadoras con George Weah en el Paris Saint-Germain, con Alan Shearer en el Newcastle United y con Les Ferdinand tanto en Newcastle como en el Tottenham Hotspur. Sus múltiples actuaciones contra Real Madrid y F. C. Barcelona en las competiciones europeas le valieron el apodo de "El Magnífico" por parte de la prensa española. Además, la leyenda neerlandesa Johan Cruyff aseguró en 1999 que era su futbolista en activo preferido.
Ginola asegura que el mejor gol que ha marcado en su carrera fue en la Copa de la UEFA 1996-97 ante el Ferencváros húngaro. Tras un rechace en un saque de esquina, el francés tomó el balón en el aire, lo controló con dos toques sin que tocara el suelo y colocó una fuerte volea cerca de la escuadra, imparable para el guardameta.

### Vida privada
Ginola vive en Saint-Tropez y está casado desde 1991 con la modelo Coraline, con la que ha tenido un hijo (Andréa) y una hija (Carla). Aunque son frecuentes sus apariciones en Reino Unido, la familia se ha negado a residir allí. Mantiene un elevado nivel de vida con una colección de coches de lujo y su propio viñedo, una de sus más preciadas posesiones por su afición a la viticultura.
En 2008 recibió una medalla de plata del International Wine Challenge por el vino rosado producido en su viñedo de Provenza.
Por otro lado, una mujer llamada Joëlle le reclamó la paternidad de su hija Joy, nacida en 1992 y presuntamente fruto de un escarceo amoroso. El futbolista nunca lo ha reconocido y se ha negado a hacer el test de paternidad, pero llegó a un acuerdo para pasarle una pensión de 400 libras al mes, por concepto de manutención, hasta que la niña cumpliese 18 años.

## Estadísticas

### Clubes
| Club | Div.          | Temporada     | Liga  | Liga  | Copas nacionales(1) | Copas nacionales(1) | Torneos internacionales(2) | Torneos internacionales(2) | Total | Total |
| Club | Div.          | Temporada     | Part. | Goles | Part.               | Goles               | Part.                      | Goles                      | Part. | Goles |
| --- | ------------- | ------------- | ----- | ----- | ------------------- | ------------------- | -------------------------- | -------------------------- | ----- | ----- |
| Sporting Toulon Francia |               |               |       |       |                     |                     |                            |                            |       |       |
| 1.ª | 1985-86       | 14            | 0     | -     | -                   | -                   | -                          | 14                         | 0     |       |
| 1.ª | 1986-87       | 35            | 0     | -     | -                   | -                   | -                          | 35                         | 0     |       |
| 1.ª | 1987-88       | 33            | 4     | -     | -                   | -                   | -                          | 33                         | 4     |       |
| Total club | Total club    | 82            | 4     | -     | -                   | -                   | -                          | 82                         | 4     |       |
| Racing Club París Francia |               |               |       |       |                     |                     |                            |                            |       |       |
| 1.ª | 1988-89       | 29            | 7     | -     | -                   | -                   | -                          | 29                         | 7     |       |
| 1.ª | 1989-90       | 32            | 1     | -     | -                   | -                   | -                          | 32                         | 1     |       |
| Total club | Total club    | 61            | 8     | -     | -                   | -                   | -                          | 61                         | 8     |       |
| Stade Brestois 29 Francia |               |               |       |       |                     |                     |                            |                            |       |       |
| 1.ª | 1990-91       | 33            | 6     | -     | -                   | -                   | -                          | 33                         | 6     |       |
| 2.ª | 1991-92       | 17            | 8     | -     | -                   | -                   | -                          | 17                         | 8     |       |
| Total club | Total club    | 50            | 14    | -     | -                   | -                   | -                          | 50                         | 14    |       |
| Paris Saint-Germain Francia |               |               |       |       |                     |                     |                            |                            |       |       |
| 1.ª | 1991-92       | 15            | 3     | 2     | 1                   | -                   | -                          | 17                         | 4     |       |
| 1.ª | 1992-93       | 34            | 6     | 6     | 2                   | 9                   | 2                          | 49                         | 10    |       |
| 1.ª | 1993-94       | 38            | 13    | 3     | 3                   | 8                   | 2                          | 49                         | 18    |       |
| 1.ª | 1994-95       | 28            | 11    | 7     | 0                   | 10                  | 1                          | 45                         | 12    |       |
| Total club | Total club    | 115           | 33    | 18    | 6                   | 27                  | 5                          | 160                        | 44    |       |
| Newcastle United Inglaterra |               |               |       |       |                     |                     |                            |                            |       |       |
| 1.ª | 1995-96       | 34            | 5     | 6     | 0                   | -                   | -                          | 40                         | 5     |       |
| 1.ª | 1996-97       | 24            | 1     | 4     | 0                   | 7                   | 1                          | 35                         | 2     |       |
| Total club | Total club    | 58            | 6     | 10    | 0                   | 7                   | 1                          | 75                         | 4     |       |
| Tottenham Hotspur Inglaterra |               |               |       |       |                     |                     |                            |                            |       |       |
| 1.ª | 1997-98       | 34            | 6     | 6     | 3                   | -                   | -                          | 40                         | 9     |       |
| 1.ª | 1998-99       | 30            | 3     | 11    | 4                   | -                   | -                          | 41                         | 7     |       |
| 1.ª | 1999-00       | 36            | 4     | 4     | 2                   | 3                   | 0                          | 43                         | 6     |       |
| Total club | Total club    | 100           | 13    | 21    | 9                   | 3                   | 0                          | 124                        | 22    |       |
| Aston Villa Inglaterra |               |               |       |       |                     |                     |                            |                            |       |       |
| 1.ª | 2000-01       | 27            | 3     | 1     | 0                   | -                   | -                          | 28                         | 3     |       |
| 1.ª | 2001-02       | 5             | 0     | 2     | 0                   | 6                   | 2                          | 13                         | 2     |       |
| Total club | Total club    | 32            | 3     | 3     | 0                   | 6                   | 2                          | 41                         | 5     |       |
| Everton F. C. Inglaterra |               |               |       |       |                     |                     |                            |                            |       |       |
| 1.ª | 2001-02       | 5             | 0     | 2     | 0                   | -                   | -                          | 7                          | 0     |       |
| Total club | Total club    | 5             | 0     | 2     | 0                   | -                   | -                          | 7                          | 0     |       |
| Total carrera | Total carrera | Total carrera | 503   | 81    | 54                  | 15                  | 43                         | 8                          | 600   | 104   |
| (1) Incluye Copa de Francia y Copa de la Liga (1991-1995); FA Cup y Copa de la Liga (1995-2002). No se han encontrado datos del resto de competiciones. (2) Incluye Recopa de Europa, Copa de la UEFA y Liga de Campeones de la UEFA. (3) No incluye goles en partidos amistosos. |               |               |       |       |                     |                     |                            |                            |       |       |

### Selecciones

#### Partidos internacionales
| Absoluta Francia                                                                |                  |    |   |
| 1990                                                                            | 1                | 0  |   |
| 1991                                                                            | -                | -  |   |
| 1992                                                                            | 2                | 0  |   |
| 1993                                                                            | 4                | 1  |   |
| 1994                                                                            | 6                | 1  |   |
| 1995                                                                            | 4                | 1  |   |
| Total en Francia                                                                | Total en Francia | 17 | 3 |
| (1) Incluye datos de las fases de clasificación para los campeonatos de Europa. |                  |    |   |

## Palmarés

### Campeonatos nacionales
| Título          | Club                | País       | Año     |
| --------------- | ------------------- | ---------- | ------- |
| Copa de Francia | Paris Saint-Germain | Francia    | 1992-93 |
| Liga francesa   | Paris Saint-Germain | Francia    | 1993-94 |
| Copa de Francia | Paris Saint-Germain | Francia    | 1994-95 |
| Copa de la Liga | Paris Saint-Germain | Francia    | 1994-95 |
| Copa de la Liga | Tottenham Hotspur   | Inglaterra | 1998-99 |

### Campeonatos internacionales
| Título                    | Club        | País       | Año  |
| ------------------------- | ----------- | ---------- | ---- |
| Copa Intertoto de la UEFA | Aston Villa | Inglaterra | 2001 |

### Distinciones individuales
| Distinción                                                         | Año  |
| ------------------------------------------------------------------ | ---- |
| Futbolista francés del año para France Football                    | 1993 |
| Trofeo de la Unión Nacional de Futbolistas Profesionales (Francia) | 1994 |
| Futbolista del mes de la Premier League (agosto)                   | 1995 |
| Futbolista del mes de la Premier League (diciembre)                | 1998 |
| Mejor jugador del Tottenham Hotspur de la temporada                | 1998 |
| Premio PFA al jugador del año (Inglaterra)                         | 1999 |
| Premio FWA al futbolista del año (Inglaterra)                      | 1999 |